# Cyclura carinata ssp. carinata
Cyclura carinata ssp. carinata је гмизавац из реда Squamata и фамилије Iguanidae. 

## Угроженост
Ова врста је крајње угрожена и у великој опасности од изумирања.

## Распрострањење
Ареал врсте је ограничен на острва Туркс и Каикос.

## Начин живота
Врста Cyclura carinata ssp. carinata прави гнезда. 